# Granite Quarry
Granite Quarry est une ville américaine située dans le comté de Rowan dans l'État de Caroline du Nord. En 2010, sa population était de 2 930 habitants.

## Démographie
| 1910 | 1920 | 1930 | 1940 | 1950 | 1960  |
| ---- | ---- | ---- | ---- | ---- | ----- |
| 363  | 466  | 507  | 555  | 591  | 1 059 |

| 1970  | 1980  | 1990  | 2000  | 2010  | - |
| ----- | ----- | ----- | ----- | ----- | - |
| 1 344 | 1 294 | 1 646 | 2 175 | 2 930 | - |

## Source de la traduction
- (en) Cet article est partiellement ou en totalité issu de l’article de Wikipédia en anglais intitulé « Granite Quarry, North Carolina » (voir la liste des auteurs).